# Alėja (přítok Upė)
Alėja je řeka v Litvě, v Žemaitsku, levý přítok řeky Upė. Protéká okresem Raseiniai. Pramení 4 km na jihozápad od Lyduvėnského mostu, 2,5 km na severoseverovýchod od vsi Šienlaukis, při železniční trati Tauragė – Radviliškis. Teče směrem na jih, protéká vsí Alėjai a po soutoku s řekou Blindis se stáčí na jihozápad, u vsi Anžiliai opět na jih a 1 km na jih od Sujainiů za mostem přes dálnici A1 Klaipėda – Vilnius se vlévá do řeky Upė jako její levý přítok 26,8 km od jejího ústí do Šešuvisu.